# Вассерлебен
Вассерлебен (нем. Wasserleben, от нем. Wasser — «вода» и нем. leben — «жизнь») — деревня и бывшая коммуна в Германии, в земле Саксония-Анхальт,
в районе Гарц (нем. Harz) (до 2007 года — в районе Вернигероде).
Входит в состав коммуны Нордгарц (Северный Гарц) (нем. Nordharz), образованной в 2010 году слиянием коммуны Вассерлебен с 7-ю другими коммунами. Население составляет 1540 человек (на 31 декабря 2006 года). Занимает площадь 22,26 км².
Первое упоминание о деревне — в 964 году, как Lere или Lieren. К 1018 году деревня имела церковь и сильные укрепления. С конца XIII по начало XVIII века в Вассерлебен существовал цистерианский женский монастырь Святой Крови в честь чуда, описанного в 1228 году.
Железнодорожная станция построена в 1869 году.
На гербе Вассерлебен, утверждённом в 2009 году — вода в честь названия деревни и две рыбы с герба графов Вернигероде, которым когда-то принадлежало эти места.